# Superjhemp Retörns
Pour plus de détails, voir Fiche technique et Distribution.
Superjhemp Retörns est un film belgo-luxembourgeois sorti en 2018 et basé sur la série de bandes dessinées luxembourgeoises Superjhemp de Roger Leiner et Lucien Czuga.

## Synopsis
Le pays fictif de Luxusbuerg se prépare au couronnement du jeune duc après la mort de son père dans un accident de ski. Cependant, une organisation terroriste cherche à créer un trou noir qui détruirait tout le pays. On appelle alors à l'aide Superjhemp, porté disparu depuis des années. Celui-ci ayant pris sa retraite de super-héros, il est désormais un fonctionnaire d'une cinquantaine d'années qui doit également gérer les problèmes qui touchent sa femme et son fils.

## Distribution
- André Jung : Charel Kuddel (Superjhemp)
- Désirée Nosbusch : Félicie Kuddel-Fleck
- Etienne Halsdorf : Metty Kuddel
- Jules Werner : Brettel
- Luc Feit : inspecteur Schrobiltgen
- Fabienne Hollwege : Joffer Lamesch, secrétaire de Kuddel
- Jean-Paul Maes : Erni Tendo, voisin de Kuddels
- Jules Waringo : Prënz Luc vun Heielei vu Kuckelei
- Henri Losch : Hofmarschall
- Julie Kieffer : Tanja Trajet
- Tommy Schlesser : Tom Jitée
- Adele Wester : Jill

## Genèse et développement
L'un des fondateurs de Samsa film, Claude Waringo, avait eu l'idée de ce film quelques années auparavant. Lors de la présentation d'un court-métrage de Félix Koch à un festival à Luxembourg, Waringo et Koch se rencontrent, et Waringo propose la réalisation d'un film basé sur la bande dessinée De Superjhemp. Le scénariste de la bande dessinée Lucien Czuga a indiqué que le dessinateur Roger Leiner avait souhaité de son vivant que le rôle de Superjhemp soit interprété par André Jung. Jung était d'accord, mais cela nécessitait quelques ajustements de scénario. Jung avait déjà la cinquantaine, alors que le personnage de la bande dessinée est beaucoup plus jeune. L'histoire a donc été adaptée à un super-héros qui s'est retiré du service pendant plusieurs années.
La plupart des effets spéciaux ont été réalisés par NAKOfx, pour un coût s’élevant à 350 000 €. 95 % du film est réalisé au Luxembourg, le reste, le mixage et l'étalonnage, est réalisé en Belgique qui contribue à hauteur de 10 % du financement.
Le tournage du film a duré trente jours, pour un budget de 3,5 millions d'euros.
La bande-annonce de ce film est publiée en septembre 2018. La date de sortie du film est le 24 octobre 2018.

## Accueil
En décembre 2018, le nombre de visiteurs a franchi la barre des 50 000. Cela en fait le film luxembourgeois détenant le plus grand nombre d'entrées. Le précédent record était détenu par le film Congé fir e Mord sorti en 1983, avec 42 619 visiteurs.
Un making-of du film, De Superjhemp Retörns - The Making Öf vum Film est également paru, contient une histoire du film écrit par l'auteur de bandes dessinées Czuga et des entretiens avec le réalisateur Koch et le producteur Waringo.